# Johann Christoph Gottwald
Johann Christoph Gottwald (ur. 24 lipca 1670 w Gdańsku, zm. 1 sierpnia 1713) – gdański lekarz i kolekcjoner, współtwórca Musaeum Gottwaldianum – najbardziej znanej i największej kunstkamery w Gdańsku w II połowie XVII wieku.
Johann Christoph Gottwald był synem gdańskiego lekarza Christopha oraz Constantiny z domu Hecker. W latach 1680–1681 przebywał w Grudziądzu celem nauki języka polskiego, później uczęszczał do gdańskiej szkoły parafialnej, a od 1686 uczył się w gimnazjum w swoim rodzinnym mieście. W 1691 wyjechał za granicę studiować głównie medycynę: do 1693 uczęszczał na zajęcia na uniwersytecie w Kilonii, w 1693 – 1694 Uniwersytecie Lipskim, a w 1695 na Uniwersytecie w Rostocku, gdzie w tymże roku uzyskał doktorat z medycyny.
Tuż po obronie doktoratu Gottwald odbył długą podróż zagraniczną trwającą do jesieni 1697: kolejno odwiedził: Holandię, Anglię, Francję i Włochy. Jesienią 1697 powrócił do Gdańska, otwierając tam praktykę lekarską, którą prowadził do końca życia. Po śmierci ojca w 1700 przejął jego kunstkamerę i wzbogacił jej zbiory.
W 1702 ożenił się z Adelungą z domu Hutfilter. Był ojcem sześciorga dzieci, z których pięcioro zmarło w wieku dziecięcym.